# Steve Little
Steve Little est un boxeur américain né le 9 juin 1965 à Philadelphie, Pennsylvanie, et mort d'un cancer le 30 janvier 2000.

## Carrière
Passé professionnel en 1983, il devient champion du monde des poids super-moyens WBA le 26 février 1994 en battant aux poids par décision partagée Michael Nunn mais perd ce titre dès le combat suivant face à Frankie Liles le 12 août 1994. Little met un terme à sa carrière en 1998 sur un bilan de 25 victoires, 17 défaites et 3 matchs nuls.